# Georg II. (Ortenburg)
Georg II. († vor Februar 1489) war der älteste Sohn des Grafen Heinrich V. von Ortenburg und Ursula Ecker zu Saldenburg. Er stammte aus dem niederbayerischen Adelsgeschlecht der Ortenburger. Nach dem Tod seines Vetters Alram II. wurde er 1461 amtierender Graf von Ortenburg.

## Leben und Wirken
Georg II. tritt erstmals an der Seite seines Großonkels Etzel I. im Jahre 1431 auf. Im Jahre 1445 nennt er sich Graf zu Saldenburg, nach dem Besitz den seine Mutter dem Ortenburger Haus zugebracht hatte. Zehn Jahre später trägt er den Titel Graf zu Neu-Ortenburg, nach seinem ererbten Ansitz.
In den Jahren 1466 und 1467 ist Georg im Dienste Herzog Ludwigs IX. von Bayern-Landshut als Rat. 1471 wird er Rat des Pfalzgrafen Otto II. zu Moosbach.
Nach dem Tode seines Cousins Alram II., wird er im Jahre 1460 zum amtierenden Grafen der Reichsgrafschaft Ortenburg. Seine Amtszeit ist geprägt von Veräußerungen und Erbstreitigkeiten. So zog sich ein Erbstreit um die Burg Engelsberg, welche er von Alram II. erworben hatte, noch bis ins Jahre 1468 und wurde mit einem Vergleich beendet. 1471 verkaufte er die Burg gar ganz an Heinrich Nothaft von Wernberg.
Ein weiterer Streit drehte sich um die Hofmark Abtshofen. Das Kloster Ebersberg beanspruchte es als Stiftungsgut, Georg II. als Reichslehen. Der erste Schlichtungsspruch Herzog Ludwigs IX. im Jahre 1466 blieb erfolglos. Erst als Herzog Albrecht der Weise von Bayern-München, im Auftrag Kaiser Ferdinands III., erneut zugunsten des Klosters entschied, wurde der Streit beigelegt.
1488 verzichtet Georg, wohl aus gesundheitlichen Gründen, zugunsten seines Bruders Sebastian I. auf das Amt des amtierenden Grafen weiter auszuüben.

## Nachkommen
Graf Georg II. war mit Anastasia von Fraunberg verheiratet. Aus dieser Ehe entstammen folgende Kinder:
- Barbara († 1502), ⚭ Gotthard von Starhemberg zu Pürnstein († 20. Juli 1493), ⚭ Veit von Ebersdorf († 1502)
- Sibylla († 20. April 1520 in München)
- Wolfgang Graf von Ortenburg († 29. Juli 1519)
- Heinrich VI.